# Ici Londres (film, 1941)
Pour l’article homonyme, voir Ici Londres.

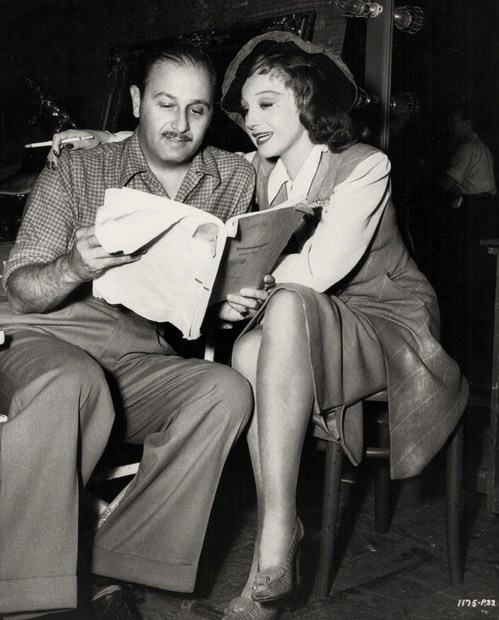
Edwin L. Marin en compagnie d'Elisabeth Bergner pendant le tournage du film.

Ici Londres (titre original : Paris Calling) est un film d'espionnage américain réalisé par Edwin L. Marin et sorti en 1941.

## Synopsis
Marianne Jannetier, une parisienne aisée, est fiancée à André Benoit, un haut fonctionnaire qui fuit la ville à l'arrivée de l'armée allemande. Lorsque sa mère meurt sur la route de Bordeaux à la suite d'un bombardement nazi, elle rejoint la résistance où elle fait la rencontre de Nicholas Jordan, un soldat américain, qu s'est engagé dans la RAF. Plus tard, Marianne reçoit l'ordre de traquer et de tuer un collaborateur pro-allemand, qui se révèle être son ancien fiancé. Elle récupère ensuite les papiers qu'il transportait et tente avec Jordan de s'enfuir par un port maritime français.

## Fiche technique
- Titre original: Paris Calling
- Réalisation : Edwin L. Marin, assisté de Jean Negulesco
- Scénario : Benjamin Glazer et Charles Kaufman d'après une histoire de Hans Székely
- Image : Milton R. Krasner
- Musique : Richard Hageman
- Production et distribution : Universal Pictures
- Durée : 95 minutes
- Date de sortie : 
  - États-Unis: décembre 1941

## Distribution
- Elisabeth Bergner : Marianne Jannetier
- Randolph Scott : Lieutenant Nicholas 'Nick' Jordan
- Basil Rathbone : André Benoît
- Gale Sondergaard : Colette
- Lee J. Cobb : Capitaine Schwabe
- Charles Arnt : Lieutenant Lantz
- Eduardo Ciannelli : Mouche
- Elisabeth Risdon : Madame Jennetier
- Georges Renavent : Majordome
- William Edmunds : Professeur Marceau
- J. Pat O'Malley : Sergent Bruce McAvoy
- Eugene Gericke : Wolfgang Schmidt
- Paul Bryar : Paul
- Otto Reichow : Gruber
- Adolph Milar : Agent de la Gestapo
- Marion Murray : Chérie
- Grace Lenard : Marie
- Yvette Bentley : Simone
- Marcia Ralston : Renée
- Charles Wagenheim : Serveur français
- Rosalind Ivan